# Arte africana

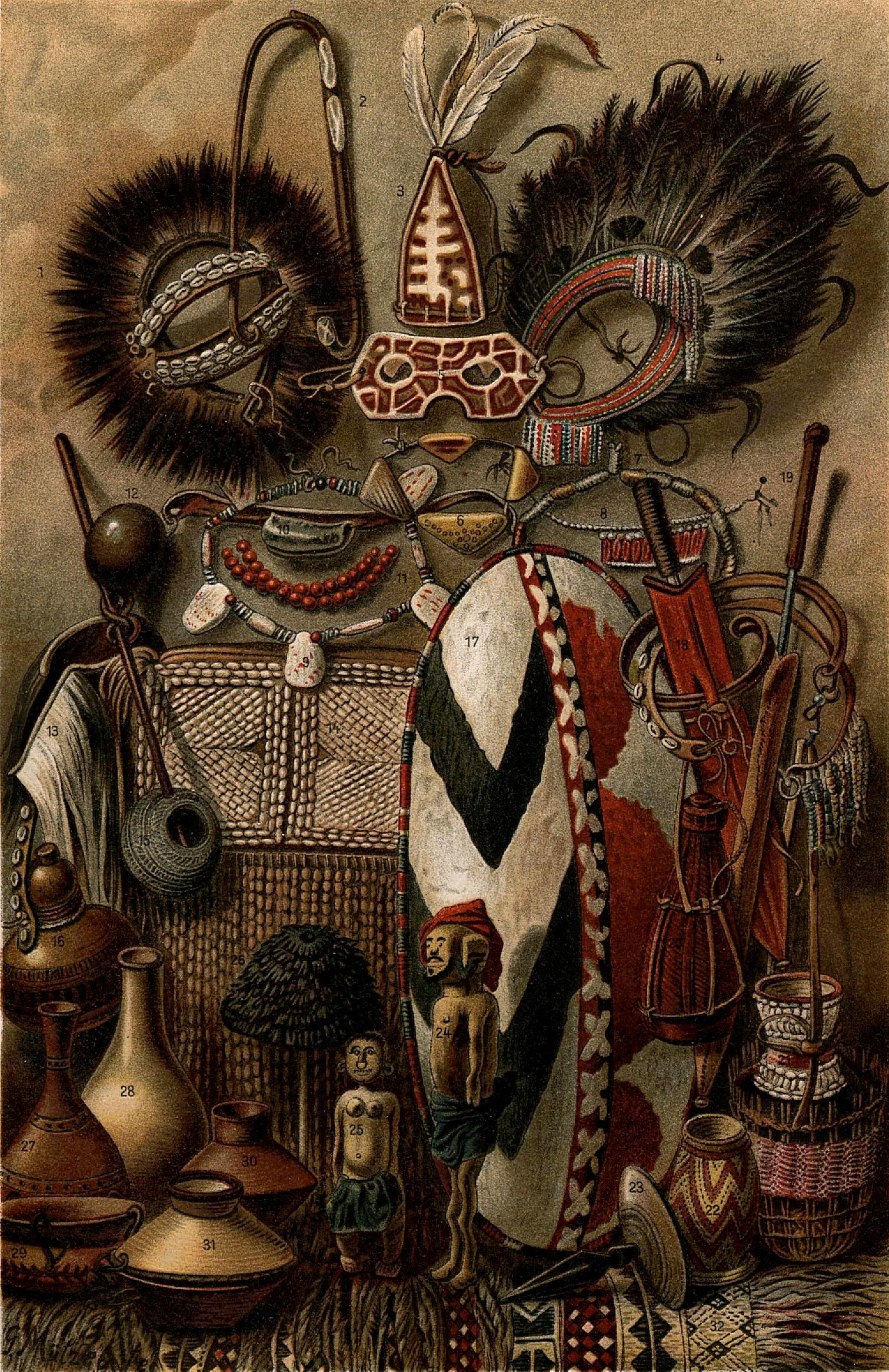
Una rappresentazione multiforme dell'arte africana.

L'arte africana è l'arte prodotta nel continente africano, dalla nascita dell'uomo all'età contemporanea.
Benché molto variegata, l'arte dell'Africa è spesso accomunata da un forte senso religioso, legato allo spiritualismo delle differenti fedi locali. I colori maggiormente impiegati sono il rosso, simbolo della fecondità e della vita, il bianco ed il nero, rappresentando la vita eterna e l'oscurità. Agli inizi del XX secolo molti artisti europei d'avanguardia cominciarono a riunire maschere e statue africane: generalmente tralasciarono i tratti simbolici espressivi, il mito religioso e l'ideologia ed interpretarono soltanto il loro aspetto esteriore, l'estetica dei piani e dei volumi. Generalmente la rappresentazione del mito non è consistita in un'immagine fantasiosa della divinità, ma piuttosto in figure reali, che comprendono quelle ancestrali, oppure nelle maschere, usate nei riti protettivi dalle difficoltà della vita e nelle funzioni civili.
Gli esponenti del movimento fauvista come André Derain, Henri Matisse e Maurice de Vlaminck furono i primi ammiratori dell'arte africana. Da allora l'influenza di questa arte determinerà in maniera definitiva qualsiasi tentativo di rinnovamento plastico.
Le "Arti Negre", termine col il quale venivano identificate in generale le arti tribali provenienti dal continente africano e da quello oceanico, avviarono nella prima metà del XX secolo, una serie di polemiche tra artisti e storici dell'arte europea, favorendo presto un inevitabile processo di rivoluzione nelle arti plastiche.
La ricerca di nuove soluzioni prospettiche ispirata da correnti come il Cubismo, l'Espressionismo tedesco, il Futurismo italiano e il Fauvismo francese trovò nell'Arte Africana un insegnamento di vitale importanza.
In particolare il Cubismo, desideroso di emanciparsi dagli schemi classici di rappresentazione, e nell'essenziale preoccupazione di organizzare i volumi per esprimere un nuovo senso di 'tridimensionalità' nell'opera, trova nella plastica africana quel concetto di equilibrio, che lontano da una logica estetica , si accorda ad un intimo ordine logico, in una armoniosa unità delle parti.
Le mostre universali sul colonialismo di Bruxelles del 1897, quella di Parigi del 1907 (e successivamente nel 1917 e 1919), avevano influenzato i più importanti artisti europei, invogliandoli a collezionare oggetti africani come fonte di ispirazione per la realizzazione di nuove opere.
Primo fra tutti, Pablo Picasso, il quale visitando le numerose mostre, aveva subìto inevitabilmente il fascino magnetico delle 'maschere-feticcio' provenienti dal continente nero, ma prima ancora Henri Matisse, tra i Fauve il primo ad avere riconosciuto nell'arte nera una forza ed un'essenza formale di estremità assoluta.
Presto anche in Italia nasce l'esigenza di superare le Avanguardie storiche, per ritornare alla tradizione, semplificando gli schemi attraverso una sintesi primitiva che prendeva spunto proprio dall'arte nera.

## Dalla Preistoria all'arte Nok

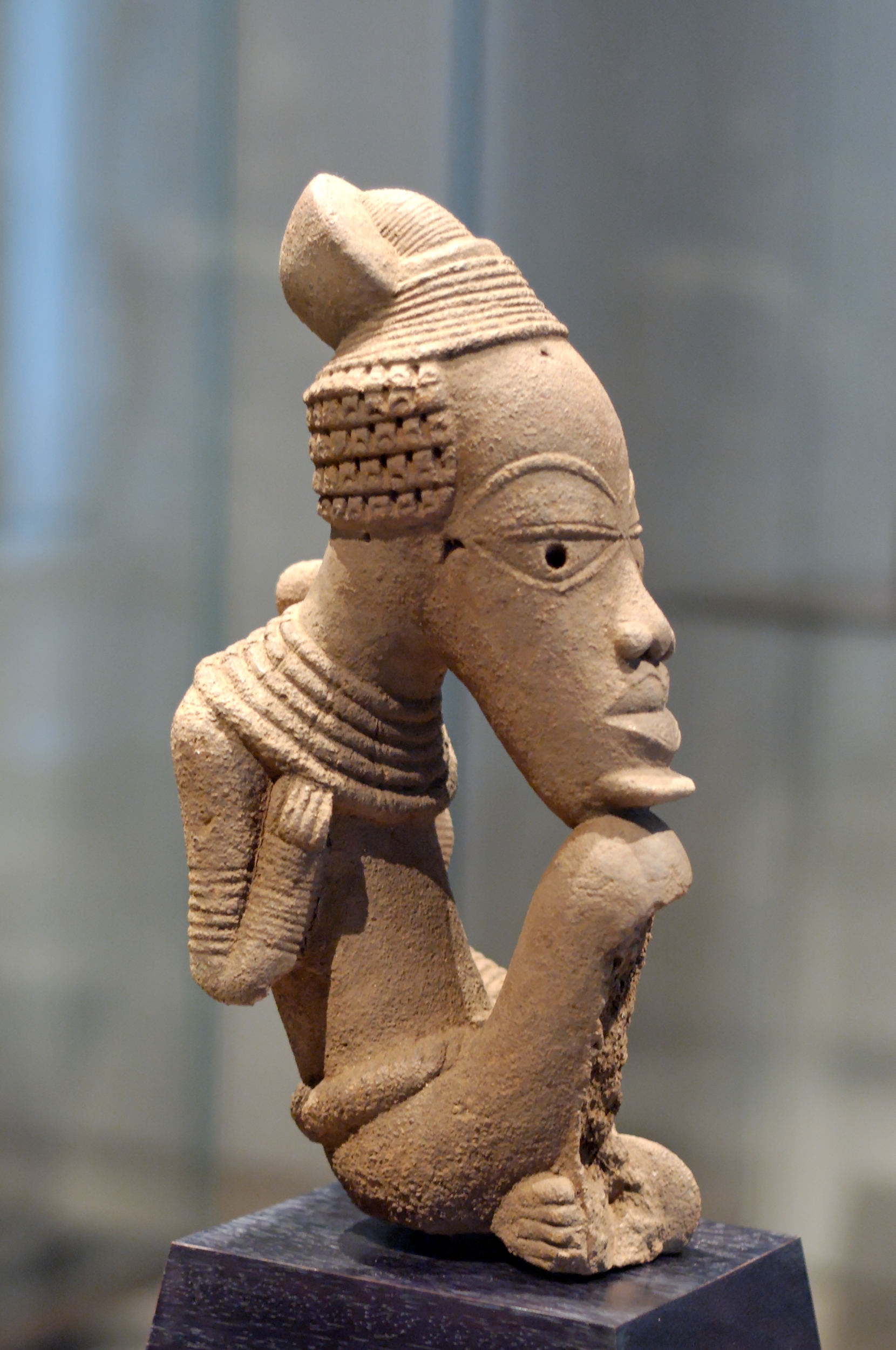
Statuina nok (Louvre).

Le pitture rupestri del Neolitico si concentrano agli estremi del continente: nel Sahara appaiono verso la prima metà del VI millennio a.C. i giacimenti di Tassili: le pitture e le incisioni rappresentano quasi esclusivamente animali e si possono suddividere in due culture artistiche, la prima definita arte dei cacciatori e la seconda, più recente, arte dei pastori. Questa regione doveva essere molto più umida e ricca di fauna nell'antichità, perché gli spettacoli sono sorprendentemente ricchi di fauna selvatica (elefanti, giraffe, bufali, ippopotami) e animali domestici (arieti, buoi, cammelli...). Le scene sono piene di vita e ottimismo, ci sono famiglie, giovani che si tuffano, ecc.
In Sudafrica vennero ritrovate delle pitture più moderne (III millennio) realizzate dai Boscimani e raffiguranti scene di caccia, danze, combattimenti e riti magici, tra le quali la celebre "'Scena del pascolo di bovini": in questa rappresentazione si mostra un intenso movimento di cacciatori che appaiano rimpiccioliti di fronte agli enormi animali, simboli di prosperità nel villaggio boscimano; c'è uno studio dettagliato del modello naturale, in cui viene creata la sensazione del volume tramite l'uso di colori diversi. Le sculture africane più antiche, dopo quelle egiziane, sono alcune opere nigeriane del villaggio di Nok, dove venivano già realizzate opere interessanti come i busti. Qui si osserva la tendenza alla semplificazione che caratterizza gran parte della scultura negro-africana: vengono messi in risalto gli occhi espressivi, le ciglia arcuate e le forme morbide, rotondeggianti e gli occhi luccianti, infatti utilizzavano uno speciale uso di fango e latte di capra in bottiglia.

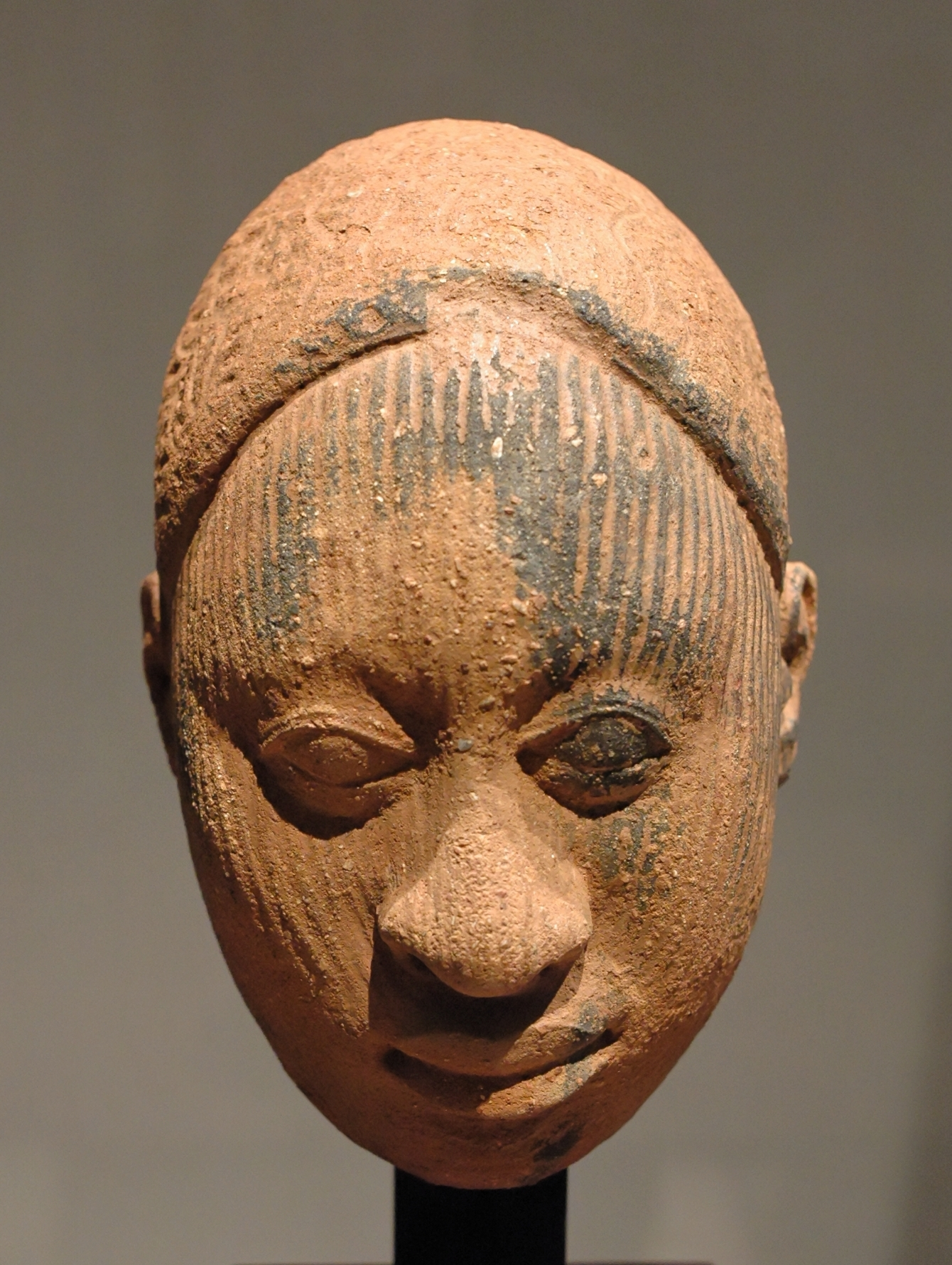
Scultura ife esposta al Museo del Louvre di Parigi

L'arte scultorea ha i suoi inizi intorno al 500 a.C., e sembra concludersi nove secoli più tardi; ciò nonostante, la sua influenza risorge ad Ife, la capitale più antica della etnia Yoruba, che raggiunge una forma d'arte incredibilmente naturalistica, manifestata in diversi busti di produzione locale; queste figure, utilizzate durante le cerimonie funerarie, con ogni probabilità erano costituite da una testa conficcata su un palo che poi veniva ricoperto di vestiti. Quando nel 1910 arrivarono nel mondo occidentale i primi esemplari di queste sculture, si pensò subito si trattasse di opere di qualche lontana colonia greca, forse di artisti romani oppure egiziani.

## Africa occidentale

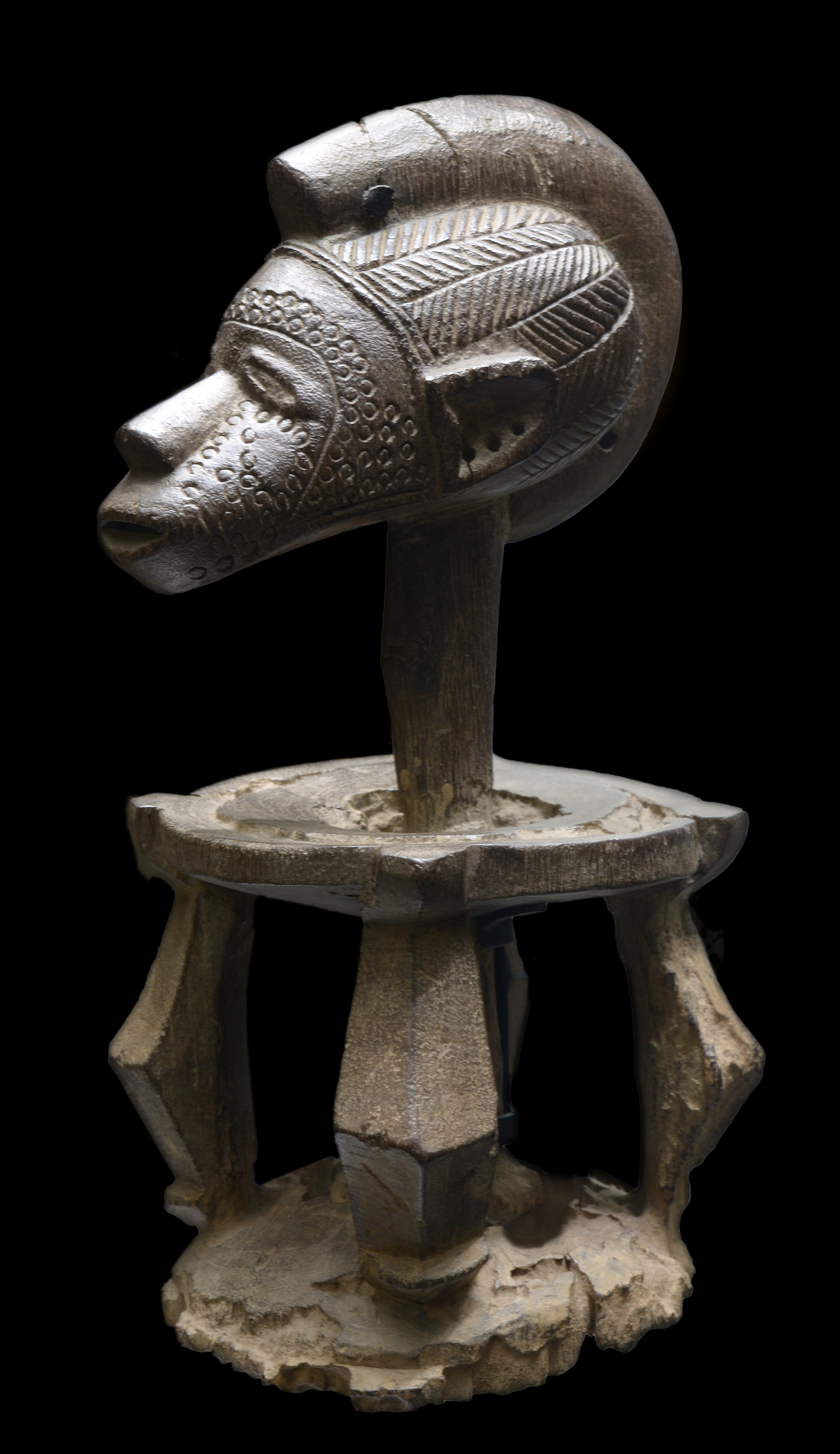
Statuetta religiosa Baga.

In tutto il settore occidentale del continente, ad esclusione del Senegal, viene mantenuto ancora un modello tribale, dovuto in maggior parte alla forte resistenza opposta alla penetrazione dell'islam: questo isolamento ha favorito lo sviluppo di un'arte più personale ed individualistica. All'infuori della Guinea-Bissau vivono i Bidyogo, artefici di un'arte molto simile ai loro vicini, i Baga: realizzano infatti grandi maschere, a metà strada fra il naturalismo e l'astrazione, evidenziando una grande varietà di temi ed un buon senso della massa. Da annoverare le maschere dedicate agli spiriti Axiol e le statue antropomorfe collegate ai tamburi cerimoniali. I Nalu, originari dall'alto Niger, sono dominati una casta sacerdotale che ne controlla la vita sociale e religiosa: la loro opera più importante è la maschera Banda, che raggiunge anche dimensioni superiori ai due metri. È decorata con motivi zoomorfi differenti, ad esempio delle fauci di coccodrillo; create per seminare il terrore fra i non iniziati, rappresentano lo spirito delle acque, chiamato con lo stesso nome. La maschera viene solitamente indossata orizzontalmente sulla testa; l'artista comincia ispirandosi ad un volto umano che poi va allungando, stilizzandone la forma, e si decora con motivi geometrici e con colori vivaci.
I Mendi, nella parte meridionale della Sierra Leone, si distinguono per le maschere Bundu utilizzate nei riti d'iniziazione per le donne: impiegata nelle cerimonie rituali della pubertà femminile, cioè al passaggio all'età fertile, sorprende per il suo aspetto caricaturale con un'enorme testa, una fronte ampia ed una vistosa capigliatura, con una grande abbondanza di elementi decorativi. Esiste un gruppo di etnie con caratteristiche molto simili comprese nella denominazione Dan-Ngere, che si estendono soprattutto in Liberia, in Guinea e nell'est della Costa d'Avorio: più che nelle statue, essi si sono specializzati nella fabbricazione di ricche maschere, figurative con elementi fantastici e stilizzate sino all'astrazione.
I Senufo vivono nella savana umida della zona interna della Costa d'Avorio; non formano una sola unità politica ma riescono a mantenere la loro organizzazione in un insieme di tribù indipendenti. Gli artisti locali vengono iniziati alla creazione dell'arte e sono molto rispettati dalla popolazione, poiché considerati come gli intermediari delle divinità: vivono in case circolari dalla struttura di legno, con muri di fango e pietra, e con il tetto di paglia. Si realizzano tre grandi tipi di statue: deblè (alte e dall'elegante forma allungata, per i riti di fecondità), degelè (più schematiche, impiegate nelle cerimonie funerarie), e sandongo (con profili più angolosi). Producono invece pochissime maschere delle denominate ponyungo, quando si tratta di rappresentazioni zoomorfe, e gpelye, per le figure umane.
Agli inizi del XVIII secolo la regina dei Baulé con tutto il suo popolo abbandona la Confederazione Ashanti, e si trasferisce nella Costa d'Avorio. Sono degli eccellenti orefici, come gli Ashanti, ma non posseggono l'abilità nell'intaglio del legno, mestiere che impareranno dai Gurò: la loro arte sorprende per la raffinatezza e la delicatezza e particolarmente per la rifinitura molto accurata, caratteristiche per le quali vengono apprezzate nel mondo occidentale. Tende alla forma geometrica, con un volto ovoidale, una pettinatura triangolare e con una forte predominanza della curva degli occhi e delle sopracciglia. L'artista scolpisce le figure degli antenati, da essere poi venerate come rappresentazione dei loro defunti; quando la figura umana viene ritratta, essa ne conserva la solenne bellezza, così come appare nella maschera di un uomo e di una donna. Le sculture sono dettagliate e plastiche, con il loro naturalismo e gli influssi sudanesi; richiedevano una lunga preparazione e mostravano grande perizia anche nelle levigatura e nelle patine.
Per sfortuna, l'arte attuale dei baulé si è fatta assai monotona e si limita a ripetere i modelli del passato.

## Sahel occidentale
A differenza delle altre regioni africane, qui si formano i grandi imperi, quasi tutti convertiti all'islamismo: fra tutti spiccano i Bambara ed i Dogon, etnie stanziate nel Mali. Entrambi praticano una religione animista ortodossa, in cui la vita culmina nel tyiwara, la tappa che mette in contatto l'uomo con la natura. Questi realizzano molte maschere, denominate anche tyiwara, che ne evocano la comunione spirituale: queste maschere hanno le sembianze di una antilope e sono elaborate quasi in due dimensioni.

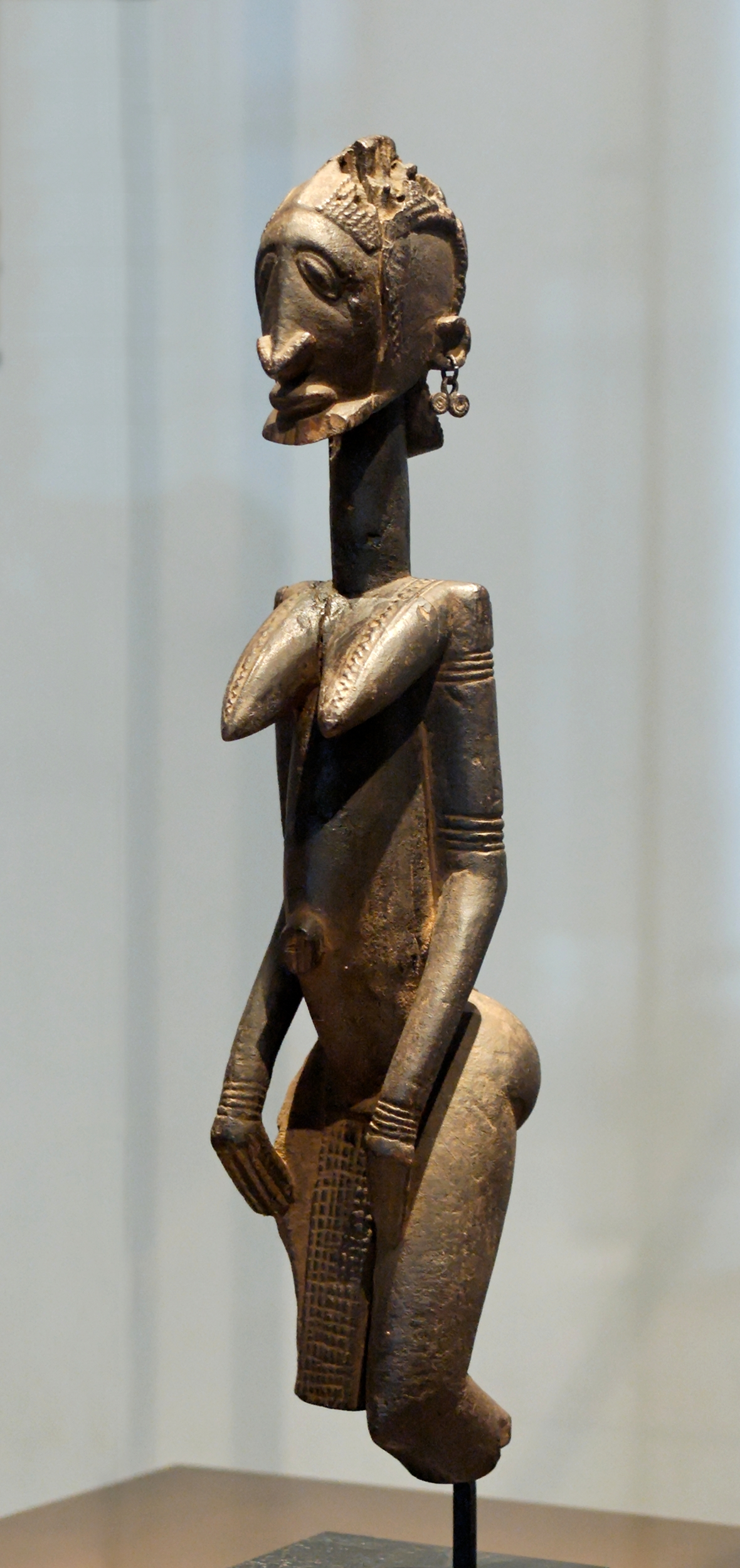
Scultura dogon (Louvre).

I Dogon si stabiliscono nel loro attuale insediamento verso il XIV secolo; allo stesso modo dei Bambara, rifiutano in un primo momento l'imperialismo religioso dell'islam. Oggi tuttavia abbondano le moschee, come quella di Djenné, uno dei pochi esempi dell'architettura monumentale in Africa. La moschea, la cui facciata principale presenta tre torri, mostra numerosi pilastri che rompono la monotonia del muro con effetti di dinamismo e di chiaroscuro; perfino nelle travi conficcate si cerca di mantenere la distanza e la proporzione. La loro arte è condizionata dal fatto che lo scultore ed il fabbro sono la stessa persona, quindi si applica un'indubbia rigidità di piani ed un'accentuata astrazione. Assieme ad una grande varietà di maschere è frequente incontrare opere che ricordano i nommos, o spiriti degli antenati. Tra le svariate maschere, circa settantacinque, le più caratteristiche sono quella monumentale che raffigura il serpente iminama, che può raggiungere i dieci metri di altezza e la siringe a forma di casa contenente figure di antenati. I Dogon hanno realizzato una produzione di statue solenni, talvolta caratterizzate dalle braccia alzate, per indicare l'invocazione della pioggia. Tre le più tipiche vi sono le statue gemelle e quelle con due teste, che ricordano un mito Dogon sui gemelli divini.

## Golfo di Guinea e Nigeria
È il territorio che ha avuto maggior contatto con l'esterno: verso la fine del XV secolo giungono in Ghana i primi marinai portoghesi: comincia così un intenso commercio d'oro e di schiavi che perdura fino all'Ottocento. In Ghana salgono al potere gli Ashanti: nel XVIII secolo Osei Tutu (1695-1731) fonda la Confederazione Ashanti, con capitale Kumasi, che rimase in vita fino alla fine del secolo. Qui si esercita l'arte cortigiana che impiega l'oro per i gioielli e le armi, specialmente negli elmi. Fra i creatori popolari, laboriosi lavoratori del legno, abbondano le akwa'ba, le bambole portatrici della fertilità: appare come un interessante lavoro di disegno del tronco e delle braccia, che hanno forma conica, con la testa che mostra delle dimensioni enormi, con un grande cerchio decorato con segni geometrici e degli occhi molto espressivi. In questa cultura sorprende la totale assenza di maschere, ma l'attività che si dimostrò maggiormente peculiare fu la scultura bronzea in miniatura di esseri umani realisticamente raffigurati nelle loro attività quotidiane, oltre alla produzione di sculture di animali e a temi geometrici, aventi funzione simbolica, ornamentale o indicante proverbi popolari.

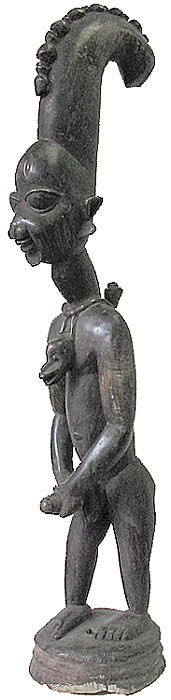
Statuina di divinità yoruba.

In Nigeria gli Yoruba, originari del lago Ciad, creano un forte centro di potere, che alterna anch'esso l'arte cortigiana a quella popolare; la loro arte eredita i tratti del Benin ed è nelle numerose immagini femminili dove meglio si esprime, come si può notare nella famosa "Donna che porta suo figlio", che simboleggia l'importanza della donna come protettrice della società tribale esemplificata dal bambino. È molto tipica degli Yoruba l'adorazione dei gemelli - chiamati ibeji - a tal punto che se uno dei due muore, la madre ne fa realizzare una statua che lo rappresenti e che lei possa proteggere tanto come l'altro figlio vivo.
In stretta collaborazione con gli Yoruba, venne ritrovato l'importante Regno del Benin, che vede le sue origini già nel XIII secolo. Spicca di nuovo un'interessante arte cortigiana, in cui domina la fusione del bronzo; in un'epoca così precoce, intorno al 1400, entrano in contatto con i portoghesi, che descrivono la capitale come un recinto circondato da una muraglia alta tre metri e con edifici lussuosi al suo interno. A quest'epoca corrispondono i bassorilievi che presentano individui in abiti europei e le enormi placche bronzee decoranti il palazzo reale. L'epoca di splendore artistico trascorre fra il XIV ed il XV secolo, il cui frutto sono le magnifiche teste di Ora. Molto vicine al naturalismo dell'arte ife, queste immagini vengono usate durante le feste annuali, creando un netto contrasto fra la soavità del volto e la decorazione della capigliatura.

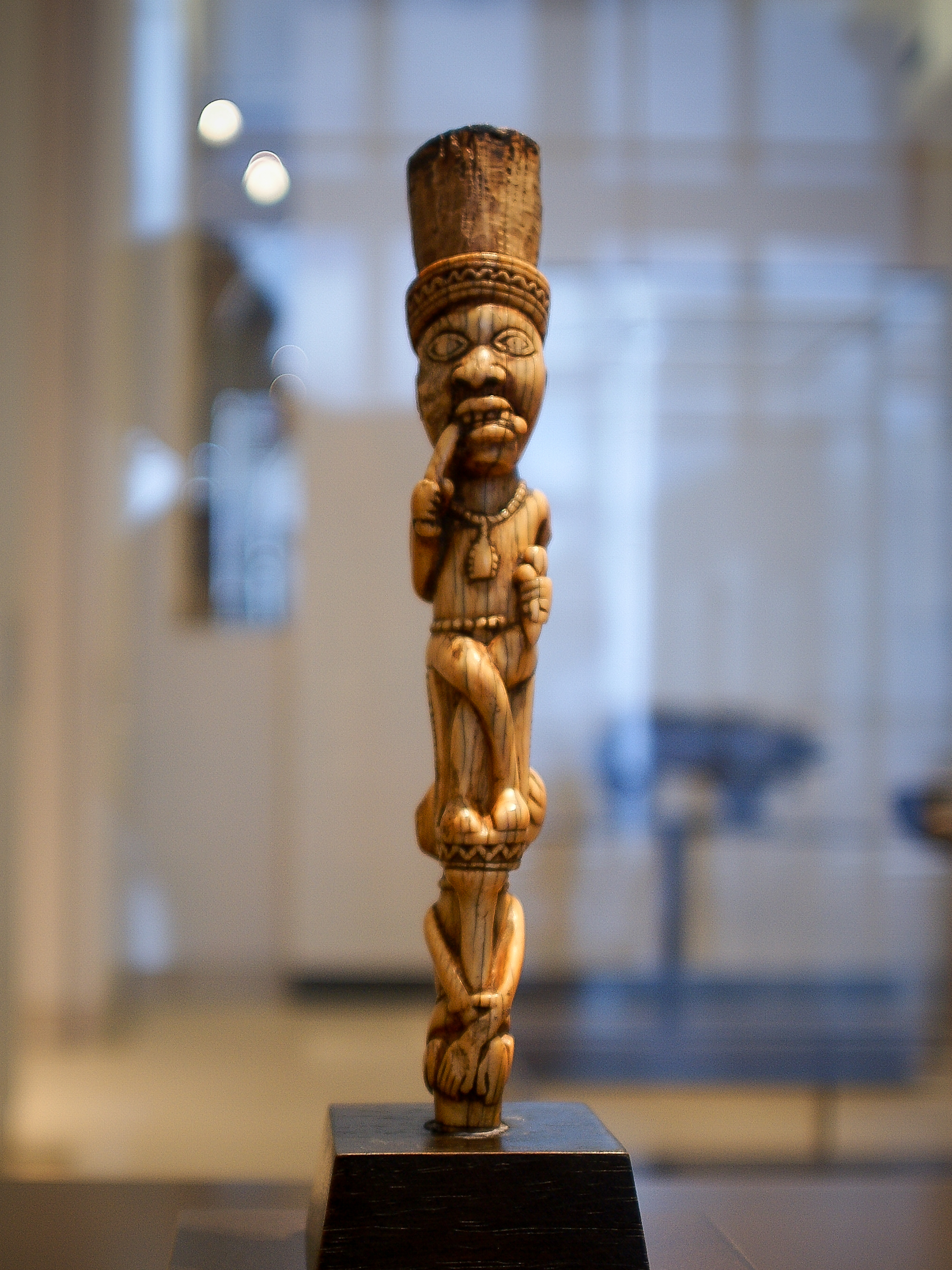
Yombe-sculpture (Louvre)

Al sud della Nigeria, lungo il corso del fiume Niger vivono una serie di popolazioni, quali gli Igbo, gli Ibibio e gli Ekoi. Gli Igbo sono pescatori che vivono sul delta del Niger; in questa etnia il colore bianco è simbolo della morte, rappresentando infatti la nuova vita spirituale dell'aldilà; quindi, le maschere e le figure degli antenati appaiono solitamente con i volti imbiancati. Gli Ibibio al contrario si dedicano principalmente all'agricoltura, appartenendo ad una società molto gerarchica. Vicino alla frontiera con il Camerun vivono gli Ekoi, creatori di un particolare realismo che li porta perfino a ricoprire le statue con pelle di antilope, come per esempio, nell'opera le teste umane. Le loro statue sono imponenti, massicce, come il loro caratteristico akwanshi, pietrone a forma di campana che raggiunge anche i due metri di altezza, impreziosito da una decorazione in rilievo che raffigura i re-sacerdoti ntoon.

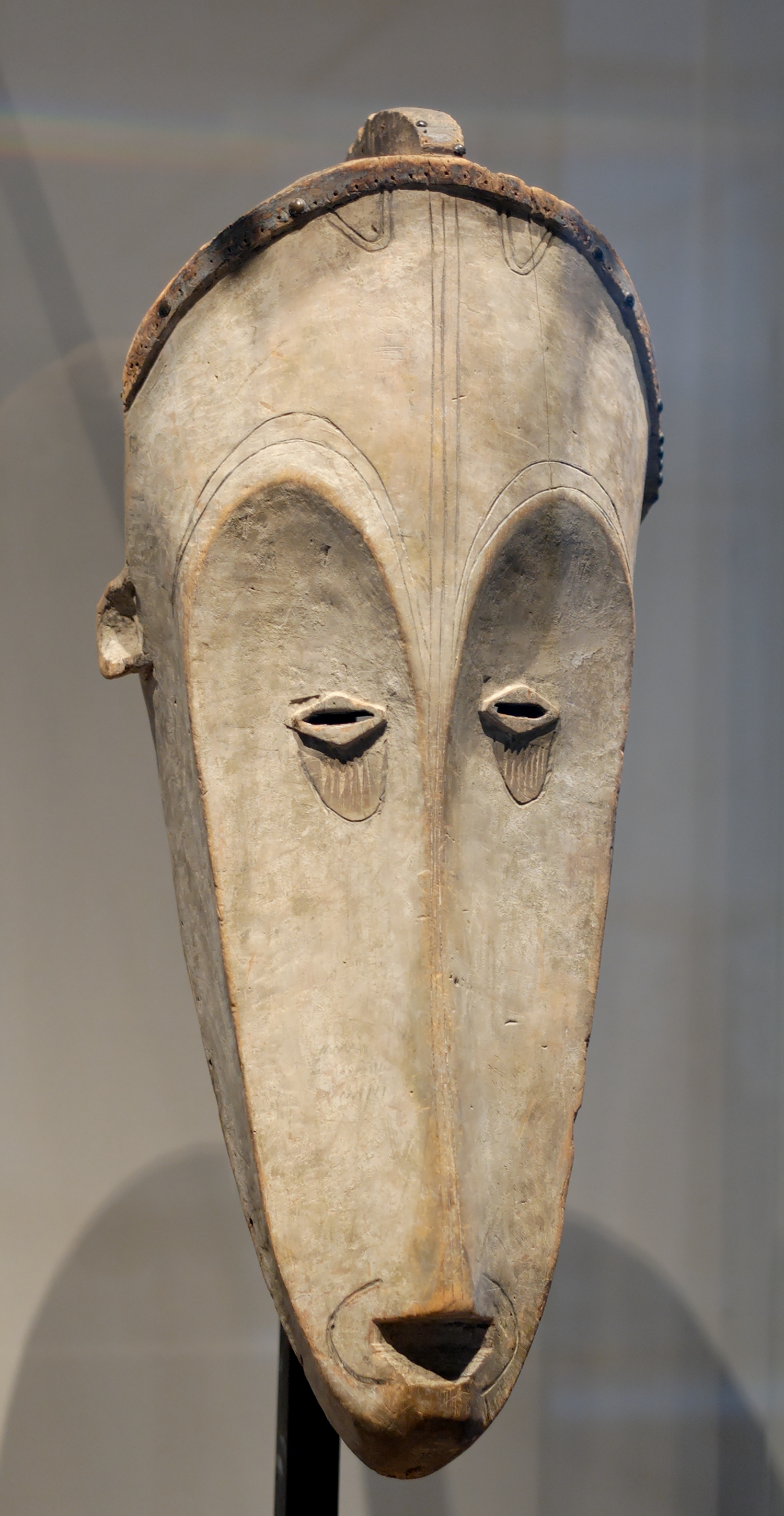
Maschera fang (Louvre).

Nella selva equatoriale spiccano i fang: questi, nel culto degli antenati, impiegano le figure maschili o femminili - dette bieri - come dei manici di una cassa, nel cui interno vengono conservati i crani degli antenati più insigni. I bieri, spiriti guardiani della cassa, vengono ispirati ai modelli più grezzi, fino alla rappresentazione del corpo intero. Le maschere fang sono molto semplici ed astratte, e possono raggruppare varie immagini in una sola, come è il caso della rifinitura quadrifacciale: la testa è sproporzionata, perché è il luogo di incontro fra l'intelligenza e lo spirito, perciò se ne sottolineano i dettagli della fronte ampia e la capigliatura, realizzata con forme triangolari.

## Africa centrale
I regni più potenti di quest'area furono quelli del Congo e Loango alle foci del fiume Congo, e i Kuba, Luba e Lunda-Tchokne a sudest: in questi luoghi sono molto caratteristiche le case rettangolari con il tetto piramidale. Nel passato si formarono nella regione degli stati feudali, composti da diversi regni: i Kuba, attivi dal XVII secolo, sono autori di molte opere che esaltano la figura dei propri nyim, re locali che - pur dotati di attributi sacri - erano eletti da un'assemblea che poteva destituirli. I re venivano rappresentati in statuette di legno note come ndop in attitudine solenne e con una spada cerimoniale quasi distrutta, impugnata con la mano sinistra, come attributo di potere.

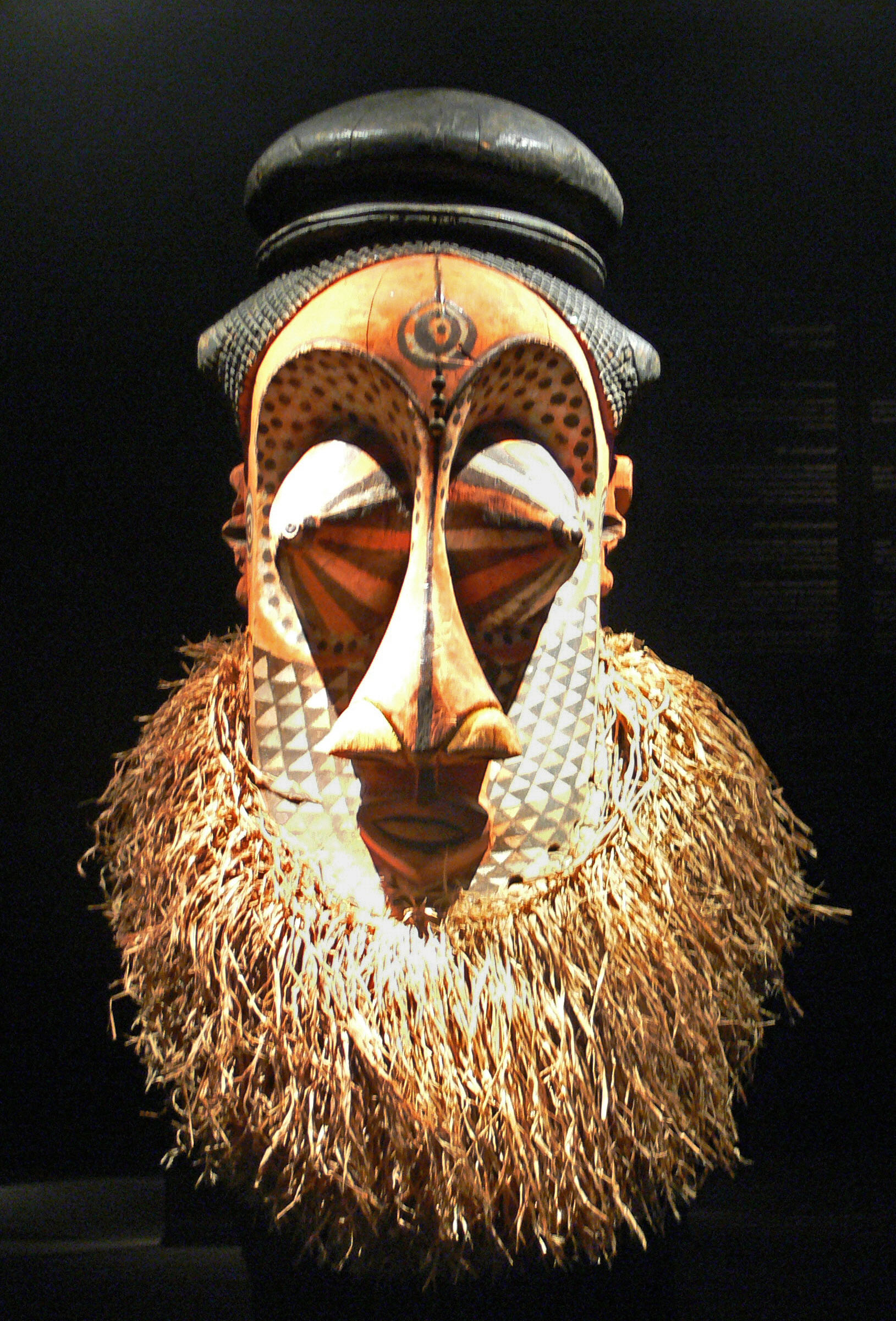
Maschera kuba (Museo Etnologico, Berlino).

Ai confini orientali dei Kuba si estendeva il regno Luba, collocato al nord del lago Tanganica: fra le opere principali di questo popolo risaltano i poggiatesta, anche oggi molto comuni; un senso estetico comune animava gli artisti, per cui è difficile distinguere fra arte cortigiana e popolare. Uno dei primi regni che entrò in contatto con le altre civiltà fu quello dei Bakongo che, fin dal XV secolo, stabilì relazioni con i navigatori portoghesi; l'intenzione iniziale fu quella di dominare il Congo, ma alla fine furono respinti in Angola, paese ancora oggi molto legato alla storia del Portogallo.
I Bakongo realizzano delle sculture femminili straordinarie, caratterizzate da inventiva e libertà plastica; tuttavia scarseggiano le maschere rituali, molto probabilmente a causa dell'influenza del Cristianesimo. I feticci nkisi sono peculiari per il gesto e la massa, mentre quelli konde sono ricoperti da chiodi. Nella regione del Kwango-Kasai spiccano i Basuku, le cui opere più conosciute sono le maschere Hemba: venivano utilizzate nelle danze che concludevano i riti d'iniziazione, con tratti anatomici molto dettagliati e voluminosi. La duratura presenza dei portoghesi nello Zaire ha potuto influire in moltissime opere, il cui realismo ricorda tratti dell'arte medievale cristiana.

## Africa orientale e australe

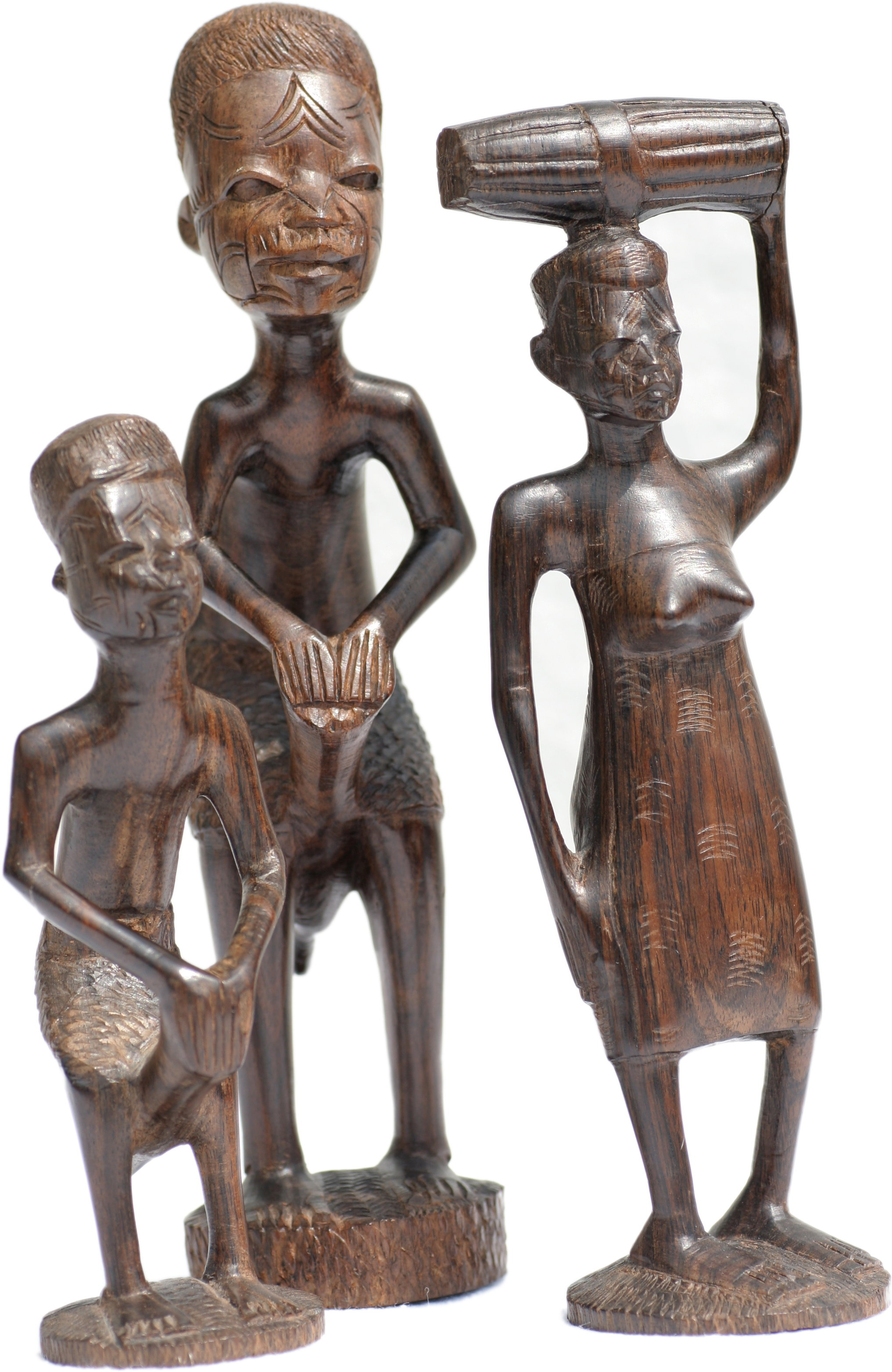
Alcune statuine lignee dei Makonde.

Alla frontiera fra Mozambico e Tanzania vivono i Makonde, volontariamente isolati dal mondo esterno, per cui sono riusciti a realizzare un'arte molto personale. Vivono in una società fortemente matriarcale, che arriva anche a convertire la donna in un mito: di fatto, secondo la mitologia makonde, per prima nacque la donna e da lei uscì qualcosa di simile, ossia l'uomo. Gli artisti locali lavorano con una certa preferenza l'ebano, in cui spicca il modello denominato ujiamaa, una colonna con molte figure in posizioni diverse, rappresentative della genealogia della tribù; la forma del tronco dell'albero, normalmente storta, facilita queste strane composizioni: è un albero che rappresenta la genealogia della tribù; tutte le figure nascono e si appoggiano su una coppia di antenati. Nell'isola di Madagascar, dove si mescolano etnie indonesiane, arabe e africane, risaltano le strutture funerarie come i cippi commemorativi, realizzate con impressionante naturalismo.